# Eric Scerri
Eric R. Scerri químico maltés, escritor y filósofo de la ciencia. Da conferencias en la Universidad de California, Los Ángeles; y es fundador, editor y jefe en Fundaciones de química, una revista internacional que cubre la historia, filosofía de la ciencia y  la educación química.
Es una autoridad mundial en la historia y filosofía de la tabla periódica, es el autor y editor de varios libros en este y varios campos relacionados.
El Dr. Scerri participó en el 2014 en la filmación del documental El misterio de la materia.
Eric Scerri asistió a Walpole Grammar School en Ealing. Recibió su licenciatura de Westfield College (Universidad de Londres), su Certificado de estudios de posgrado de la Universidad de Cambridge, su máster en filosofía de la Universidad de Southampton y su doctorado de King's College London.

## Intereses de Investigación
La investigación de Scerri se ha centrado principalmente en la historia y la filosofía de la química, en particular sobre la cuestión de hasta qué punto la química se reduce a la mecánica cuántica. Se ha especializado en el estudio de la tabla periódica de los elementos, incluidos sus orígenes históricos y su significado filosófico. Los escritos más recientes han incluido críticas de reclamos por el surgimiento de la química y la existencia de causalidad descendente.
Además del trabajo histórico y filosófico, Scerri ha publicado numerosos artículos en la literatura de educación química, incluidos relatos de las estructuras electrónicas de los metales de transición y la aparición de configuraciones electrónicas anómalas.
En Un cuento de siete elementos (2013), Scerri cuenta la historia del descubrimiento de los siete elementos que faltan en la tabla periódica poco después del cambio del siglo XX, incluidos los contratiempos, las afirmaciones equivocadas y, a veces, los debates y disputas prioritarias.
En diciembre de 2015, Scerri fue designado por IUPAC como presidente de un proyecto que hará una recomendación sobre la composición del grupo 3: si deberían ser los elementos Sc, Y, La y Ac; o Sc, Y, Lu y Lr.
Más recientemente (2016) propuso un nuevo enfoque evolutivo de la filosofía de la ciencia basado en siete estudios de casos de científicos poco conocidos como John Nicholson, Anton Van den Broek y Edmund Stoner. Scerri ha argumentado que estas figuras menos conocidas son tan importantes como las personalidades heroicas, ya que constituyen las brechas que faltan en un crecimiento gradual evolutivo y orgánico en el cuerpo del conocimiento científico. Aunque rechaza la ocurrencia de revoluciones científicas como lo imaginó Thomas Kuhn, Scerri apoya mucho la noción de Kuhn de que el progreso científico no es teleológico y que no hay un enfoque hacia una verdad externa.
Las segundas ediciones de los dos libros más citados de Scerri se publicaron en 2019 y 2020.

## Publicaciones

### Libros
- 2020, La tabla periódica, su historia y su importancia, 2a edición,Prensa de la Universidad de Oxford, Nueva York, ISBN 978-0190914363

- 2019, Una muy breve introducción a la tabla periódica, 2a edición, Prensa de la Universidad de Oxford, Nueva York, ISBN 978-0198842323

- 2018, De Mendeleev a Oganesson: Una perspectiva multidisciplinario en la tabla periódica, con el coeditor G Restrepo, Prensa de la Universidad de Oxford, Nueva York, ISBN 978-0190668532

- 2016, Un cuento de siete científicos y una nueva filosofía de la ciencia, Prensa de la Universidad de Oxford, Nueva York, ISBN 978-0190232993

- idem., Ensayos en la filosofía de la química, con el coautor Fisher G, Prensa de la Universidad de Oxford, Nueva York, ISBN 9780190494599
- 2015, Filosofía de la química: crecimiento de una nueva disciplina, con los coautores McIntyre L y Springer, Dordrecht, Berlín, ISBN 978-94-017-9364-3
- 2013, Un cuento de siete elementos, Prensa de la Universidad de Oxford, Oxford, ISBN 9780195391312
- Idem., Elementos de 30 segundos: los 50 elementos más significativos, cada uno explicado en medio minuto, como editor, Libros de metro, Nueva York, ISBN 9781435145214
- 2011, La tabla periódica: una introducción muy corta, Prensa de la Universidad de Oxford, Oxford, ISBN 9780199582495
- 2009, Documentos seleccionados en la tabla periódica, Prensa universitaria Imperial, Londres, ISBN 9781848164253
- 2008, Artículos recopilados sobre filosofía de la química, Prensa universitaria Imperial, Londres, ISBN 9781848161375
- 2007, La tabla periódica: su historia y su significado, prensa de la Universidad de Oxford,  Nueva York, ISBN 9780195305739
- 2006, Filosofía de la química: síntesis de una nueva disciplina, con los coautores Baird D y McIntyre L, Springer, Dordrecht, ISBN 1402032560

### Artículos
- 2018, '¿Cómo debe ser considerada el sistema periódico?', The Rutherford Journal, vol. 5.
- idem., '¿Qué elementos pertenecen al grupo 3?', con el coautor Parsons W, en ER Scerri & G Restrepo (eds), Mendeleev to Oganesson, Oxford University Press, Nueva York.
- 2017, 'La brecha entre Química y Filosofía de la Química, entonces y ahora', La química estructural, 28, 1599-1605, 2017.
- idem., 'Sobre la Regla de Madelung ', respuesta a la "Química Súper Saturada" de Marc Henry, Inferencia, marzo.
- idem., 'El descubrimiento de la tabla periódica como un caso de descubrimiento simultáneo', Epistemologia e Historia de la Ciencia (Argentina), 1, 2.
- 2016, 'Los cambios de opinión de un filósofo de Química sobre la pregunta de Reducción', en ER Scerri & G Fisher (eds), Ensayos sobre la Filosofía de la Química, Oxford University Press, Nueva York
- idem., '¿Qué elementos pertenecen al grupo 3 de la tabla periódica?',Química Internacional, Volumen 38, Número 2, Páginas 22–23, marzo, 2016.
- 2014, 'El descubrimiento de la tabla periódica como un caso de descubrimiento simultáneo', Philosophical Transactions of the Royal Society A, vol. 373, no. 2037.
- 2013, 'El problema con el principio de Aufbau', Education in Chemistry, vol. 50, no. 6, pp. 24–26
- 2012, 'La tabla periódica de Mendeleev finalmente se completa y ¿qué hacer con el grupo 3?', Chemistry International, vol. 34, no. 4
- 2010, 'La química en su elemento - Lawrencio (enlace roto disponible en Internet Archive; véase el historial, la primera versión y la última).', Royal Society of Chemistry, viewed 30 de diciembre de 2013.
- 2009, 'El cambio periódico', Chemistry World, marzo, pp. 46–49.
- 2007, 'La ambigüedad de la reducción.', Hyle, vol. 13, no. 2, pp. 67–81.
- idem., 'Problemas en la tabla periódica', Education in Chemistry, enero, pp. 13–17.
- idem., 'Reducción y Aparición en la Química - Dos Enfoques Recientes', "Philosophy of Science," 74, pp. 920–931.
- 2005, 'Algunos aspectos de la metafísica de la química y la naturaleza de los elementos.', Hyle, vol. 11, no. 2, pp. 127–145.
- 2003, 'Hafnio', Chemical & Engineering News, vol. 81, n.º 36, p. 138, doi:10.1021/cen-v081n036.p138.
- idem., 'Filosofía de la Química', Chemistry International, vol. 25, n.º 3, pp. 6–8.
- 2001, 'La predicción y la tabla periódica', con el coautor Worrall J, Studies in history and philosophy of science, 32, no. 3, pp. 407–452
- idem., 'La reciente observación de los orbitales atómicos y algunos problemas filosóficos relacionados', Philosophy of Science, 68, (procedimeintos), pp. S76–S78
- 1997, '¿Se ha axiomatizado con éxito la tabla periódica?' Erkenntnis, vol. 47, no. 2, pp. 229–243
- idem., 'El Caso para la Filosofía de la Química', con el coautor, McIntyre L, Synthese, vol. 111, pp. 213–232.
- 1994, '¿Se ha reducido la química al menos en forma aproximada a la mecánica cuántica?', Philosophy of Science, PSA Proceedings, vol. 1, pp. 160–170
- 1991, 'Química, espectroscopía y la cuestión de la reducción', Journal of Chemical Education, vol. 68, no. 2, pp. 122–126
- idem., 'El modelo de la configuración electrónica, la mecánica cuántica y la reducción', British Journal for the Philosophy of Science, vol. 42, no. 3, pp. 309–325
- 1986, 'El Tao de la Química', Journal of Chemical Education, vol. 63, no. 2, pp. 106–107